# Spodoptera variolosa
Spodoptera variolosa är en fjärilsart som beskrevs av Walker 1857. Spodoptera variolosa ingår i släktet Spodoptera och familjen nattflyn. Inga underarter finns listade i Catalogue of Life.

## Bildgalleri

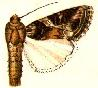